# Jomalsundet
Jomalsundet är ett sund i Finland. Det ligger i Pernå i landskapet Nyland, i den södra delen av landet, 70 km nordost om huvudstaden Helsingfors.
Jomalsundet förbinder Gammelbyviken med Pernåviken.